# راب الأنفيلد
راب الأنفيلد (بالإنجليزية: Anfield Rap)‏ أغنية أصدرها لاعبي فريق نادي ليفربول لكرة القدم قبل مباراتهم ضد نادي ويمبلدون في نهائي كأس الاتحاد الإنجليزي 1988. الأغنية حصلت على المركز الثالث في الرسم البياني البريطاني. كتب الأغنية لاعب ليفربول كريغ جونستون ومغني الراب ديريك بي وغاي بايكر من فرقة بوب ول إيت إتسلف.

## وصلات خارجية
- . على يوتيوب
- مقالة في موقع ليفربول الرسمي